# Agence française pour la biodiversité
Pour les articles homonymes, voir AFB.
L'Agence française pour la biodiversité (AFB) était un établissement public à caractère administratif créé par la loi sur la reconquête de la biodiversité du 8 août 2016. Elle s'inscrivait dans la volonté de mutualisation et de simplification administrative des gouvernements qui l'avaient mise en place. Elle regroupait l'Onema (Office national de l'eau et des milieux aquatiques), l'Établissement public des parcs nationaux, l'Agence des aires marines protégées et le groupement d'intérêt public ATEN, soit environ 1200 agents (dont 900 de l'Onema).
Elle était organisée en trois pôles géographiques, qui étaient les anciens sièges des établissements fusionnés : Brest pour le pôle marin, Montpellier pour le pôle scientifique et la mission communication et Vincennes pour le siège. Son statut, ses missions et moyens étaient encadrés par la loi sur la biodiversité et par un décret du 26 décembre 2016.
La loi 2019-773 du 24 juillet 2019 portant création de l'Office français de la biodiversité et de la chasse a fusionné l'Agence française pour la biodiversité et l'Office national de la chasse et de la faune sauvage, avec effet au 1er janvier 2020 au sein du nouvel Office.

## Histoire

### Agence de la nature
L'administration a produit en 2010 une analyse de la stratégie nationale (bilan et perspectives, évolutions possibles de la stratégie nationale (SNB) élaborée en 2004 et de sa gouvernance, et recommandations sur la cohérence du dispositif global, dans la perspective de sa révision en 2011).
En juillet 2010, l'Inspection générale des finances et le CGEDD, à la demande du ministre chargé de l'environnement, ont produit un rapport commun sur l'organisation des acteurs et des structures chargées des politiques de préservation de la biodiversité, qui propose notamment une Agence nationale de la nature. Ce rapport devait étudier l'opportunité de créer un établissement public des espaces naturels protégés, qui pourrait être intitulé « Agence de la Nature », pour « favoriser l’atteinte des objectifs politiques de protection de la biodiversité sur lesquels la France s’est engagée, de donner un cadre cohérent aux politiques de protection conduites par les différents acteurs sur tout le territoire et d’améliorer les synergies entre ces acteurs ». Cette demande faisait suite à un des constats du Grenelle de l'environnement qui était qu'aucun dispositif n'a été mis en place par l'État pour coordonner les actions des organismes chargés de l'inventaire, du monitoring, de la cartographie, de la gestion, la restauration ou la protection de la biodiversité, avec celles des autres acteurs : collectivités territoriales, associations, responsables économiques.
Le rapport conclut que l'organisation actuelle (en 2010) « ne permet pas d'agir avec efficacité et, notamment en raison de son éclatement, est de nature à mettre en cause la capacité de la France à respecter ses engagements, y compris la mise en œuvre complète et efficace du réseau Natura 2000 et la constitution de la trame verte et bleue maintenant engagée ». Le rapport recommande la création d'une agence unique qui « assurerait par ailleurs des fonctions opérationnelles en matière de gestion de la connaissance, de mutualisation de l'expertise et de certaines fonctions support, et d'organisation de l'évaluation », constituée « à partir des organismes existant aujourd'hui dans ce secteur d'activité ». Le rapport suggère aussi de redéfinir - nationalement et régionalement - le dispositif de préparation concertée des décisions relatives à la biodiversité, avec un comité national et un comité unique par région, inspiré du « Grenelle à cinq » (associant l'État, les collectivités et parties prenantes), au lieu des instances multiples consultatives actuelles, qui prépareraient « par leurs avis (voire leurs avis conformes) les décisions impliquant des responsabilités conjointes de l'État et des collectivités territoriales en matière de préservation de la biodiversité. La trame verte et bleue comme le réseau Natura 2000 font en effet largement appel à des dispositifs de décision partagée ».
Depuis 2006, l'UICN France appelle une telle agence et un système de gouvernance de la biodiversité de ses vœux, notamment dans une déclaration de juin 2011 faite lors du Congrès français de la nature, de même que la fondation Terra nova.

### Première préfiguration de l'Agence pour la biodiversité
L'Agence compte parmi les chantiers lancés par le président François Hollande lors de la conférence environnementale de septembre 2012 où Hubert Reeves, président de l'association « Humanité et Biodiversité », appelle aux côtés de responsables syndicalistes, d'associations d'élus et d'ONG, dont la Fondation Nicolas-Hulot, à doter cette agence de réels moyens d'action[réf. nécessaire].

#### Mission de préfiguration
Fin 2012, la préfiguration de cette Agence a été confiée à un binôme composé d'un haut fonctionnaire et d'un scientifique: Jean-Marc Michel, ingénieur général des ponts, des eaux et des forêts, directeur général de l'aménagement et du logement, et de la nature, et Bernard Chevassus-au-Louis, Agrégé de sciences naturelles, Docteur en sciences, Inspecteur général, membre du Conseil général de l'agriculture, de l'alimentation et des espaces ruraux et notamment animateur de deux programmes de l’Agence nationale de la recherche, sur les « Impacts des OGM » et sur « Agriculture et développement durable »). Début 2013, la ministre engage sa création par la Loi cadre sur la biodiversité, avec des missions « d’acquisition et de mise à disposition de connaissances, d'expertise et de conseil de financement de projet, de maîtrise d’ouvrage, d’action foncière et de gestion courante d’espaces naturels ou de police de l’environnement ».
En février 2013, un rapport de préfiguration est rendu par la mission, portant sur le rappel des enjeux de la biodiversité et l'opportunité de créer une agence, la comparaison européenne (à travers deux exemples : le Joint Nature Conservation Committee (en) au Royaume-Uni et le Bundesamt für Naturschutz en Allemagne), l'analyse des missions, le périmètre et son organisation, et les ressources financières de la future agence.

#### Premier rapport de préfiguration
Le rapport propose que l'agence ait un statut de GIP pour officialiser l'implication des acteurs et l'inscrire avec une certaine stabilité dans le temps long (« le statut du GIP peut conditionner le retrait d’un membre à l’avis des autres membres) » sans faire nécessairement « jouer d’emblée à l’Agence un rôle différent de celui des autres opérateurs », sans exclure de possibles conventions bilatérales (ou de filiales communes) pour gérer des opérations spécifiques.
Sa gouvernance pourrait s'inspirer des propositions (2012) du rapport du préfet Dominique Schmitt sur la gouvernance globale de la biodiversité, avec un « Comité national de la biodiversité » d'acteurs publics et privés, à distinguer clairement du Conseil d'administration de l’Agence.
La composition du CNPN serait modifiée pour n’y retenir que des experts à titre individuel, « la fonction de représentation d’institutions étant assurée par le Comité national de la biodiversité » et la fusion du CNPN avec le CSPNB (Conseil scientifique du patrimoine naturel et de la biodiversité) a été proposée pour créer un unique « Conseil scientifique et technique de la biodiversité ». Le projet d'Agence a été présenté le 20 février 2013 par ses deux préfigurateurs aux députés. Les préfigurateurs proposent qu'elle soit financée à la manière du fonds français pour l'environnement mondial, un fonds d'intervention capitalisé pour quatre ou cinq ans, puis réabondé au fur et à mesure de la consommation de ses crédits dans le cadre de ses missions. En 2014, le ministère de l’Écologie annonce trois sources de financement : le budget actuel de l’Agence des aires marines protégées, des taxes touchées par les Agences de l’eau, et le programme investissements d’avenir (en complément des 210 millions €/an des deux sources ci-dessus). L'Onema dispose de son propre budget, mais qui a été diminué de 70 millions d'euros fin 2016.

#### Suites du premier rapport de préfiguration
Le Conseil national sur la transition écologique (CNTE) (conseil consultatif associant des représentants d'employeurs, de syndicats, d'ONG et d'élus) a validé à une large majorité le projet de loi qui institue cette agence, avec 28 votes pour 1 abstention, 9 contre (5 représentants, du Medef, CGPME, UPA, FNSEA et des chambres d'agriculture avaient demandé un report du scrutin, puis ont voté contre, ainsi que Force ouvrière).  
Le projet d'abord annoncé pour l'automne 2013, a été repoussé pour être examiné au Conseil des ministres de « fin février ou début mars » 2014 pour être opérationnel début janvier 2015, mais le projet n'a pas pu se concrétiser à cette échéance.

### Seconde préfiguration de l'Agence pour la biodiversité
En octobre 2014 Ségolène Royal, alors ministre de l’Écologie, nomme 3 nouveaux préfigurateurs de la future agence française pour la biodiversité Olivier Laroussinie, directeur de l’Agence des aires marines protégées, Gilles Bœuf, président du Muséum national d'histoire naturelle et Annabelle Jaeger, conseillère régionale PACA et présidente de l’Agence régionale pour l’environnement et l’écodéveloppement.
Fin juin 2015, les préfigurateurs remettent à la ministre le rapport de la mission, y précisant « les orientations stratégiques, le processus d’intégration des quatre organismes (Agence des aires marines protégées, Aten, Onema, Parcs nationaux de France) qui vont constituer le noyau de la future agence, la déclinaison dans les territoires, ainsi que les mutualisations et les partenariats à mettre en œuvre avec l’ensemble des acteurs de la biodiversité ».
Selon le second rapport de préfiguration, l'Office national de la chasse et de la faune sauvage (ONCFS) — comme l'Office national des forêts (ONF) — ne sont pas inclus dans cette agence. L'AFB regroupera à compter du 1er janvier 2017 les 1 200 agents de quatre organismes existants.
Dotée d'un budget de fonctionnement de 226 millions d'euros, plus 60 millions tirés des investissements d'avenir pour des projets liés à l'eau et à la biodiversité, elle sera chargée d'un appui technique et financier, d'une gestion des parcs naturels marins et de la police de l'eau, d'une action internationale, de recherche et communication.[réf. nécessaire]

### Passage au Parlement

#### Premier passage à l'Assemblée
L'Assemblée nationale a voté le 18 mars 2015 la création de l'Agence française pour la biodiversité, élément central du projet de loi pour la reconquête de la biodiversité, de la nature et des paysages.
Soulignant que 80 % de la biodiversité française se situe outre-mer, les élus ultramarins se sont battus pour qu'une place plus importante lui soit accordée dans l'AFB. Finalement, les députés ont voté à la quasi-unanimité un amendement UDI augmentant de 39 à 44 le nombre de membres du conseil d'administration de l'agence et attribuant ces cinq sièges supplémentaires à des représentants « de chacun des cinq bassins écosystémiques ultramarins »[réf. nécessaire].

#### Passage au Sénat
Devant passer à l'origine en juillet 2015 au Sénat, et après plusieurs reports ayant fait réagir les organisations de protection de l'environnement,, le projet de loi contenant la création de la future Agence a finalement été voté fin janvier 2016 par les sénateurs.
Les sénateurs ont adopté plusieurs amendements qui renforcent la place des collectivités : à la place d'un conseil d'administration composé de 44 membres comme proposé par l'assemblée, les sénateurs ont préféré une répartition en 4 collèges dont un pour les représentants des collectivités locales et leurs groupements. De plus, il a été décidé que l'AFB se doit de « coordonner ses actions avec celles menées par les collectivités territoriales dans des domaines d'intérêt commun » et peut mettre en place des organismes de collaboration pérennes (sous forme « d'établissement publics de coopération environnementale ») visant à la réalisation des objectifs nationaux dans le domaine de l'environnement.
Pour les associations de protection de l'environnement, le fait que l'Agence n'inclue pas l'Office national de la chasse et de la faune sauvage en fait « une agence unijambiste sans compétence sur la biodiversité terrestre ». La ministre a justifié ce choix par les missions de l'Office, excédant largement la biodiversité. Les associations estiment par ailleurs que le budget de fonctionnement de 260 millions d'euros [réf. souhaitée], soit la somme du budget des quatre établissements concernés, est largement insuffisant et doit être complété par 250 autres millions d'euros de crédits d'intervention.

#### Second passage à l'Assemblée
Les 1er, 2, et 9 mars, le texte de la loi est débattu en commission du développement durable, puis en séance publique du 15 au 17 mars.
À cette occasion, les députés ont voté un amendement donnant aux régions la possibilité de créer des délégations territoriales de l’Agence.

### Phase d'installation de l'Agence
En février 2016, 10 mois environ avant la création de l'Agence, entre le passage au Sénat et le second passage à l'Assemblée, Olivier Laroussinie, alors préfigurateur et pressenti pour en être directeur, est remercié (en même temps que de son poste de directeur de l'Agence des aires marines protégées). Lors du rassemblement des conseils d'administration des 4 établissements, la ministre a lancé la procédure de création de l'agence (voulue opérationnelle dès la promulgation de la loi) en missionnant Christophe Aubel pour cette phase à la suite d'Olivier Laroussinie (peut-être en raison de son origine « civile »). Elle a aussi précisé qu'outre le budget des quatre établissements fusionnés, l'agence disposera de 60 millions au titre des programmes d’avenir et de la contribution de 250 millions d’euros des Agences de l’eau consacrée à la biodiversité.
De nombreuses villes se sont positionnées pour accueillir le siège de la future agence tout au long de sa procédure de création : Besançon, élue en 2010 capitale de la biodiversité (catégorie ville de plus de 100 000 habitants), Montpellier, contenant déjà plusieurs organismes de la future agence, Angers, où est localisé l'Ademe, ou la région Nord-Pas-de-Calais.
En mars 2016, le projet d'organisation prévoit trois implantations : Brest, Montpellier et Vincennes/Saint-Mandé. Les deux premiers auront pour objet d'établir des liens avec les scientifiques dans les domaines respectifs de la mer et de la biodiversité présents dans ces villes.

### Création de l'Agence
L'Agence française pour la biodiversité est créée le 1er janvier 2017, par la loi du 8 août sur la reconquête de la biodiversité, de la nature et des paysages. Son premier conseil d'administration se tient le 19 janvier 2017 et nomme Philippe Martin comme président. Cette nomination est validée par le conseil des ministres du 8 février. Un arrêté ministériel du 4 janvier 2017 fixe le siège et les deux pôles principaux de l'agence.

#### Ressources
L'agence est dotée d’un budget de 225 millions d’euros, soit l'addition des crédits des organismes fusionnés, malgré des missions et des compétences sont plus larges. Dans le cadre du projet de loi de finances rectificative, 70 des 160 millions d’euros du fonds de roulement de l’Onema ont été retirés fin 2016, juste avant la fusion des organismes.
Bien que les 60 millions d’euros tirés des investissements d’avenir ont été présentés comme une addition au budget de l’AFB, le Syndicat national de l'environnement prévient que « rien ne garantit qu’ils seront bien affectés à des projets liés à l’eau et à la biodiversité ».
Les ressources de l'agence, telles que définies par le décret de création, proviennent des subventions et contributions de l'État et, le cas échéant, des gestionnaires d'aires marines protégées et des collectivités territoriales et de leurs groupements ; les contributions des agences de l'eau prévues ; le produit des ventes et des prestations qu'elle effectue ; des redevances pour service rendu ; les produits des contrats et conventions. Selon France Nature Environnement, les agences de l'eau concourent de plus en plus à financer, aux dépens de leur mission première, qui est de protéger la ressource aquatique, les autres politiques du ministère de la transition écologique et solidaire, en particulier la biodiversité. À compter de 2018, seules les agences de l'eau financent l'Agence française pour la biodiversité.
Outre ses ressources financières, l'Agence française pour la biodiversité compte à sa création 1200 agents issus de la fusion des 4 organismes. En 2017, face aux demandes de l'intersyndicale de l'Agence, le ministre Nicolas Hulot affirme que les effectifs devraient être augmentés, que l'agence « ne peut pas être qu'un regroupement de services ».

#### Lien avec l'ONCFS

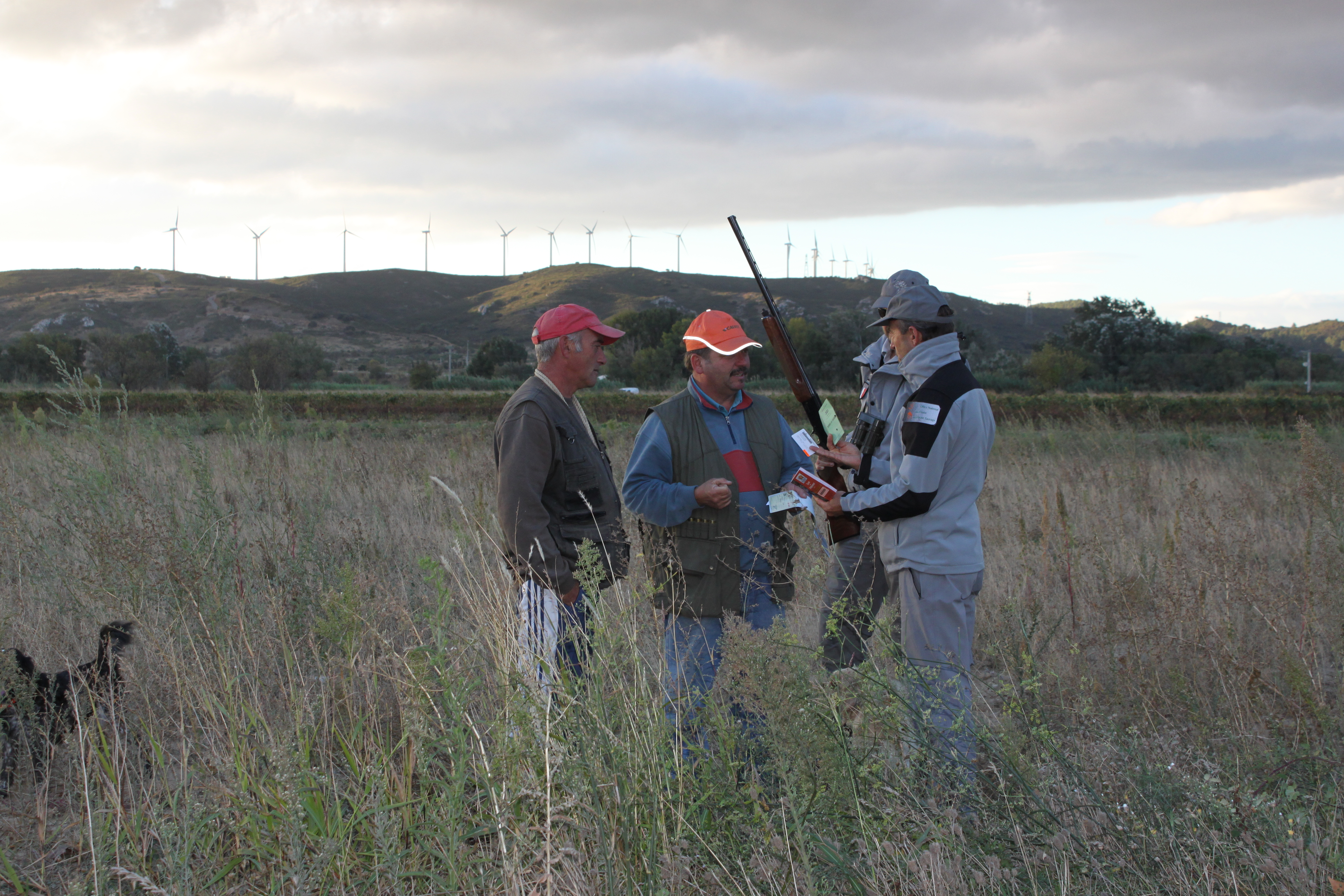
agents de l'ONCFS contrôlant un permis de chasser

Mi octobre 2016, le directeur de l'Office national de la chasse et de la faune sauvage (ONCFS), le directeur de l'ONEMA et le directeur de la préfiguration de l'agence adressent à la Ministre de l'environnement, à sa demande, un « rapport sur la démarche de création des équipes territoriales mutualisées de l’AFB et de l’ONCFS ». Ce rapport prévoit une convention de partenariat signée en juin 2017 et le lancement de la première unité de travail commune en juillet 2017.
L'ONCFS est non intégrée à l'Agence à la suite du lobbying actif des chasseurs, mais membre de son conseil d'administration. Le conseil d'administration de l'ONCFS s'est réuni exceptionnellement 11 janvier 2017, sur convocation de son président, également président de la Fédération des chasseurs de Gironde, et a voté une motion demandant au président de la République de suspendre les travaux de mutualisation engagés entre les services de l’Office et ceux de la nouvelle agence.
En mai 2017, à l'aube des élections législatives françaises de 2017, la Fédération nationale des chasseurs demandent aux candidats de soutenir « Les 30 propositions de la chasse française », incluant notamment une réforme de l'agence, permettant d'intégrer la Fédération dans sa gouvernance, et le transfert de toutes les missions de police de la chasse et de la pêche à l'ONCFS, sous la co-tutelle du ministère de l'Intérieur. Ces propositions sont signées telles quelles par Les Républicains et avec quelques modifications par La République en marche !. Aucun autre parti n'a signé les propositions.
Le projet de mutualisation a fait l'objet de plusieurs rapports :
- Mutualisation des services de terrain de l'Agence française pour la biodiversité et de l'Office national de la chasse et de la faune sauvage (rapport complémentaire juin 2016)[56].
- Rapport sur l’avenir des opérateurs de l’eau et de la biodiversité (avril 2018)[57]
- Rapport d'information sur la mise en application de la loi no 2016-1087 du 8 août 2016 pour la reconquête de la biodiversité, de la nature et des paysages (juin 2018)[58]

#### Rattachement des parcs nationaux et autres espaces naturels
Le décret du 24 janvier précise les conditions de rattachement des parcs nationaux à l'Agence. Les conditions de cette mise en commun doivent être précisées par une convention entre l'Agence et les parcs nationaux avant la fin 2017.
En novembre 2016, le Conseil d'administration du Marais Poitevin décide de demander son rattachement à l'Agence au même titre que les Parcs Nationaux. En mars 2017, le CA de l'Agence donne un avis « très favorables » à cette demande. La volonté de l'établissement public du Marais poitevin à intégrer l'Agence remonte à la période de préfiguration. Son intégration, inscrite à la base dans la loi biodiversité créant l'Agence, a été retoquée par le Conseil constitutionnel en août 2016.

#### Création UMS Patrinat
Une partie du personnel du Muséum national d'Histoire naturelle (MNHN) est rattaché à une unité mixte de service nommée PatriNat (pour Patrimoine Naturel), sous la co-tutelle du MNHN, de l'AFB et du CNRS. Cette UMS comprend l'ensemble de l'ancien Service du Patrimoine Naturel (SPN) du Muséum ainsi que quelques autres membres du personnel pour un total de 107 agents (75 rattachés à l'AFB, 32 agents du MNHN). Une convention de partenariat est établie entre le Muséum et l'Agence depuis fin mars 2017 et les missions dévolues sont définies par décret depuis le 1er mai 2017 :
- Mise en œuvre de programmes nationaux d’inventaires, de suivi, de cartographie et d’évaluation de la biodiversité, et animation des réseaux contribuant à ces programmes ;
- Production et administration de référentiels de données, standards, méthodes ou protocoles pour l’acquisition, la gestion et la diffusion des données ;
- Valorisation et diffusion des données de la biodiversité ;
- Préparation de rapports requis par les directives et règlements européens ;
- Expertise pour la mise en œuvre des réglementations pour la conservation ou la préservation des espaces naturels et des espèces sauvages ;
- Conception, développement et gestion de services numériques nécessaires à ces activités.

Ces missions ne remettent pas en cause celles attribuées au Muséum national par les textes précédents,.

### Fusion avec l'Office national de la chasse et de la faune sauvage
L'agence français de la biodiversité devrait fusionner avec l'Office national de la chasse et de la faune sauvage (ONCFS) en janvier 2020 pour former l'Office français de la biodiversité. La création de cet établissement fait l'objet d'un projet de loi présenté à l'Assemblée nationale en janvier 2019, et qui a été examiné le 10 avril 2019 au Sénat. Lors du passage au sénat plusieurs amendements ont été proposés, dont le changement de nom du futur office en « Office français de la biodiversité et de la chasse ». Le texte a été adopté en première lecture.
Le but affiché de la fusion est d'assurer le rapprochement d'expertises complémentaires et de renforcer « l'efficacité des politiques publiques dans les domaines du climat, de l'eau et de la biodiversité ». Le nouvel établissement pourra également constater plus facilement les infractions environnementales afin de mieux faire respecter les règles de protection de l'environnement dans les territoires.

## Fonctionnement

### Missions
Christophe Aubel précise, lors de son lancement, que l'Agence poursuivra les missions des quatre structures et en mènera de nouvelles : gestion des parcs marins, police de l’environnement, appui technique aux politiques publiques, formation du personnel des collectivités ou des acteurs économiques, inventaire de la biodiversité ou encore lutte contre les espèces envahissantes
Le décret de création définit les missions attribuées à l'Agence qui affiche les 8 missions principales suivantes :
- organiser et développer les connaissances et les savoirs ;
- appuyer la mise en œuvre des politiques publiques liées à la biodiversité ;
- apporter des soutiens financiers à des actions partenariales ;
- mobiliser et sensibiliser la société ;
- former et structurer les métiers de la biodiversité ;
- gérer des espaces protégés et appuyer les autres gestionnaires ;
- vérifier le respect de la réglementation relative à la protection de la biodiversité ;
- apporter conseil et expertise aux acteurs socio-professionnels.

L'Agence agit sur l'ensemble des milieux terrestres, aquatiques et marins du territoire métropolitain, les départements et régions d'outre-mer, des collectivités de Saint-Martin et de Saint-Pierre-et-Miquelon, ainsi que des Terres australes et antarctiques françaises. Elle peut aussi mener des actions à Saint-Barthélemy, dans les îles Wallis-et-Futuna, en Polynésie française, en Nouvelle-Calédonie et dans ses provinces, à la demande de ces collectivités.

### Localisation

L'Agence est divisée en trois pôles centraux situés à Brest, Montpellier et Vincennes, des antennes de façade maritime, des directions régionales (ou interrégionales), des parcs marins ainsi que des services départementaux (ou interdépartementaux) sont mis en place dont en outre-mer,.
L'arrêté du 4 janvier 2017 fixe les 3 pôles prévu dans le décret de création : le siège de l’Agence française pour la biodiversité à Vincennes, le pôle scientifique et la mission communication de l’Agence à Montpellier, et le pôle maritime de l’Agence à Brest.
L'agence compte, en 2017, 1200 agents dont 350 dans les 3 sites centraux et le reste répartis sur le territoire de métropole et d'outre-mer. Les 10 parcs nationaux rattachés à l'Agence comptent à cette date 800 agents.

### Organisation
L'Agence est organisée en 4 directions opérationnelles (« contrôle des usages », « parcs naturels marins, parcs nationaux et territoires », « appui aux politiques publiques », « recherche, expertise et développement des compétences »), d'une mission communication et d'un secrétariat général,.Elle compte également une Agence comptable et les directions régionales, interrégionales, les services départementaux et interdépartementaux.

#### Direction appui aux politiques publiques
La direction comprend :
- la mission des partenariats et de la programmation, en appui aux autres services et à la direction
- le département des stratégies nationales et européennes. Elle s'occupe notamment de la Stratégie nationale pour la biodiversité, des plans nationaux d'action, du programme Écophyto, des conventions et partenariats européens et internationaux
- le département des systèmes d'observations et de données. Il coordonne la stratégie de connaissance et la stratégie numérique de l'Agence. Il met en place et coordonne les différents systèmes d'information environnementaux de l'Agence, dont le système d'information sur l'eau, le système d'information sur le milieu marin et le système d'information sur la biodiversité. Il anime les observatoires de l'Agence, en particulier l'observatoire national de la biodiversité.
- le département milieux marins qui reprend l'essentiel de l'ancienne Agence des aires marines protégées à l'exception des services administratifs et des parcs naturels marins. Il met en œuvre la stratégie nationale de création et de gestion des aires marines protégées, les directives européennes liées à la mer (DCSMM, DH, DO) et appuie les gestionnaires d'aires marines protégées.
- l'UMS Patrinat regroupant du personnel mixte AFB, Muséum national d'histoire naturelle et CNRS. Il fournira une expertise fondée sur la collecte de données de biodiversité.
- le service de la coordination technique des conservatoires botaniques nationaux qui appuiera le réseau des conservatoires botaniques nationaux.
- le département du partenariat dans les territoires qui favorise la mise en place des Agences régionales pour la biodiversité et appuie les directions (inter)régionales de l'Agence. Il comprend également une mission de la solidarité Outre-mer.

#### Direction police
La direction comprend :

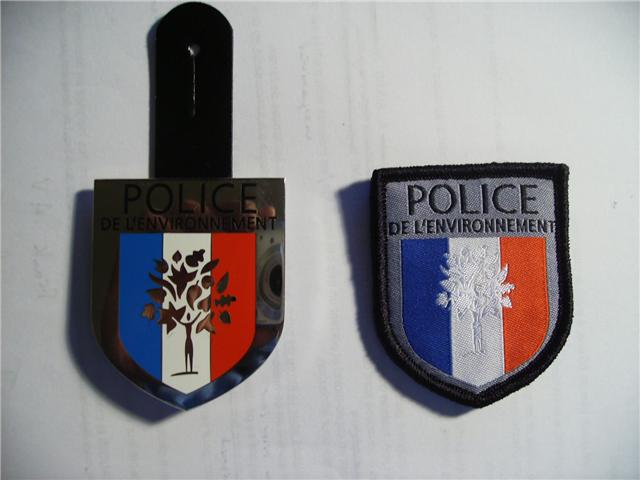
Insignes Police de l'environnement

- le département des contrôles qui contribue nationalement à la mise en œuvre des polices de l'eau et de l'environnement
- le département de l'appui technique qui apporte un soutien aux services territoriaux de l'Agence, aux services de l’État, des collectivités et des établissements publics.
- la mission Outre-Mer qui s'occupe spécifiquement des missions de contrôle en Outre-Mer, notamment en coordination avec l'ONCFS.

#### Direction recherche, de l'expertise et des données
La direction comprend :
- le département de la recherche, du développement et de l'innovation soutient les travaux scientifiques et techniques de l'Agence. Il comprend aussi les 4 pôles de recherche basés à Aix-en-Provence, Rennes, Orléans et Toulouse.
- le département du centre de ressource. Il met en réseau les acteurs socio-professionnels, met à disposition des référentiels, et diffuse les connaissances et méthodes vers les acteurs.
- le département de la professionnalisation met en place une offre de formation aux travers des centres de Montpellier et du Paraclet.
- la mission des partenariats, de la programmation et de l'assistance vient en appui à la direction et aux départements qui la compose
- la mission de valorisation et de documentation produit du contenu éditorial en collaboration avec la mission communication

#### Direction parcs et aires protégées
La direction comprend :
- les 9 parcs naturels marins, la mission d'étude du Golfe Normand-breton et le Sanctuaire Agoa
- le département des aires protégées est responsable du pilotage des parcs naturels marins et contribue à la mission de tête de réseau des parcs nationaux.

#### Direction de la communication et de la mobilisation citoyenne
À la création de l'AFB, cette direction prend la forme d'une mission (bien que prévue lors de la préfiguration pour être une direction à part entière,) comprend 4 services (communication générale, communication dans les territoires, mobilisation citoyenne, communication digitale et multimédia) et une mission opinions et médias.
La direction actuelle comprend les départements communication externe, communication dans les territoires, mobilisation citoyenne et communication digitale et multimédia.

### Gouvernance

#### Direction

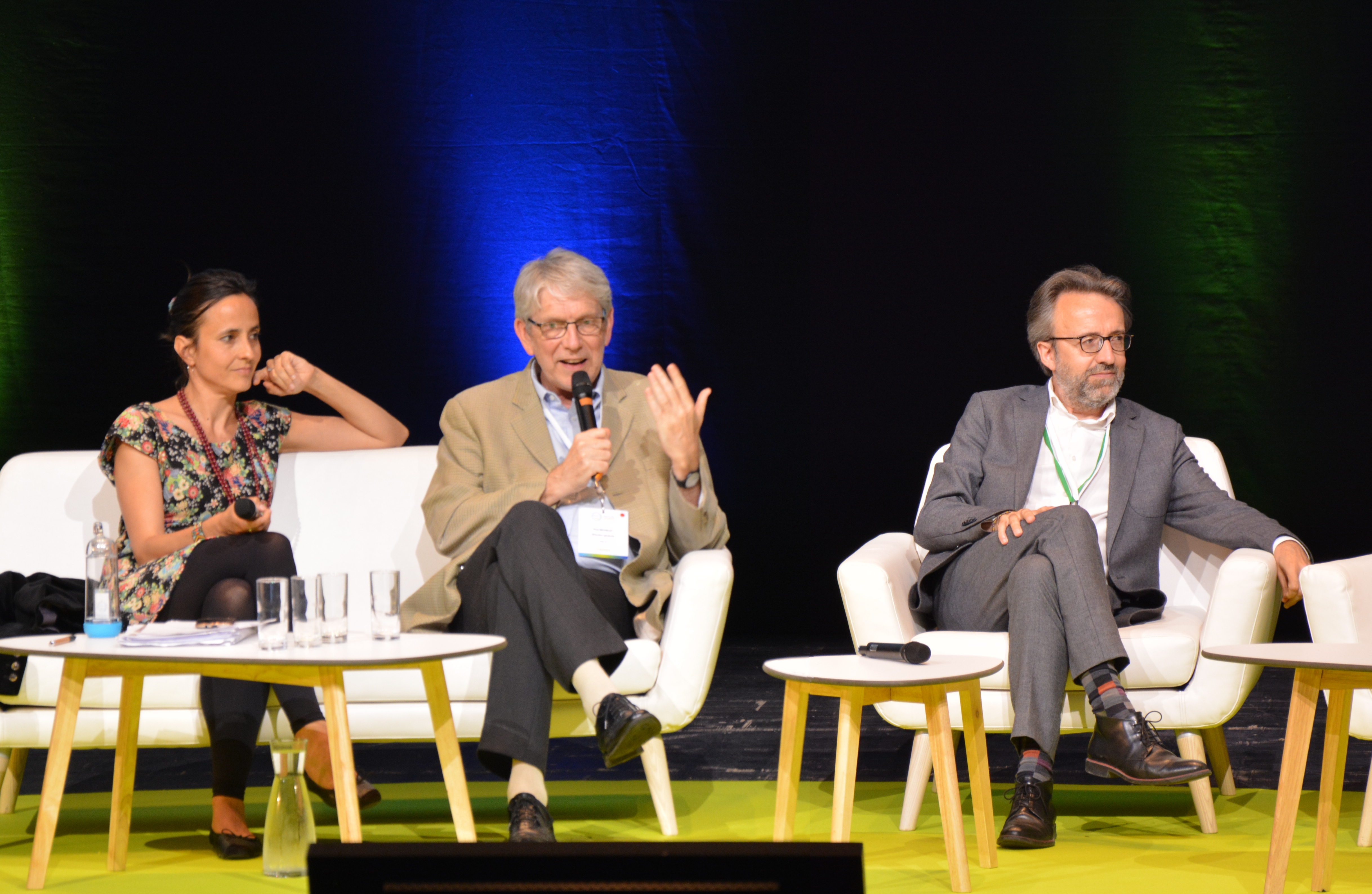
Christophe Aubel (à droite), accompagné de ses deux directeurs adjoints

La direction de l'Agence est occupée par Christophe Aubel qui occupe ce poste depuis sa création, après avoir occupé celui de préfigurateur en 2016, à la suite d'Olivier Laroussinie.
Trois directeurs délégués assistent le directeur sur des sujets spécifiques transversaux :
- Thierry Canteri, ancien directeur adjoint de l'Agence des aires marines protégées et auparavant directeur du Parc naturel marin d'Iroise occupe le poste de délégué à la mer et représente la direction sur le site de Brest[80].
- Michel Sommier, ancien directeur de Parcs nationaux de France, occupe le poste de délégué aux espaces naturels[80] et représente la direction sur le site de Montpellier[81].
- Jean-Jacques Pourteau, ancien secrétaire général de Parcs nationaux de France occupe le poste de délégué aux Outre-Mer[80].

#### Conseils d'administration
L'agence est dirigée par une direction générale et administrée par un conseil d'administration de 43 membres qui définit la politique de l'Agence et ses priorités, et est divisé en 5 collèges :
1. Un premier collège, représentant au moins la moitié de ses membres et constitué par des représentants de l'État, des représentants d'établissements publics nationaux œuvrant dans le champ des compétences de l'agence et des personnalités qualifiées ;
2. Un deuxième collège comprenant des représentants des secteurs économiques concernés, d'associations agréées de protection de l'environnement ou d'éducation à l'environnement et des gestionnaires d'espaces naturels, dont un gestionnaire d'un espace naturel situé en outre-mer ;
3. Un troisième collège comprenant des représentants des collectivités territoriales et de leurs groupements, dont un représentant des outre-mer ;
4. Un quatrième collège comprenant deux députés et deux sénateurs, dont au moins un représentant des territoires ultra-marins ;
5. Un cinquième collège composé des représentants élus du personnel de l'agence.

Le conseil d'administration est composé de manière à comprendre au moins un représentant de chacun des cinq bassins écosystémiques ultramarins. La présidence du conseil d'administration résulte d'un décret en conseil des ministres, choisie parmi les membres du conseil d'administration et sur proposition de celui-ci. Le président actuel est Philippe Martin, ancien ministre de l'environnement avant Ségolène Royal. Il a été désigné lors du premier conseil d'administration qui s'est tenu le 19 janvier 2017.

#### Conseil scientifique

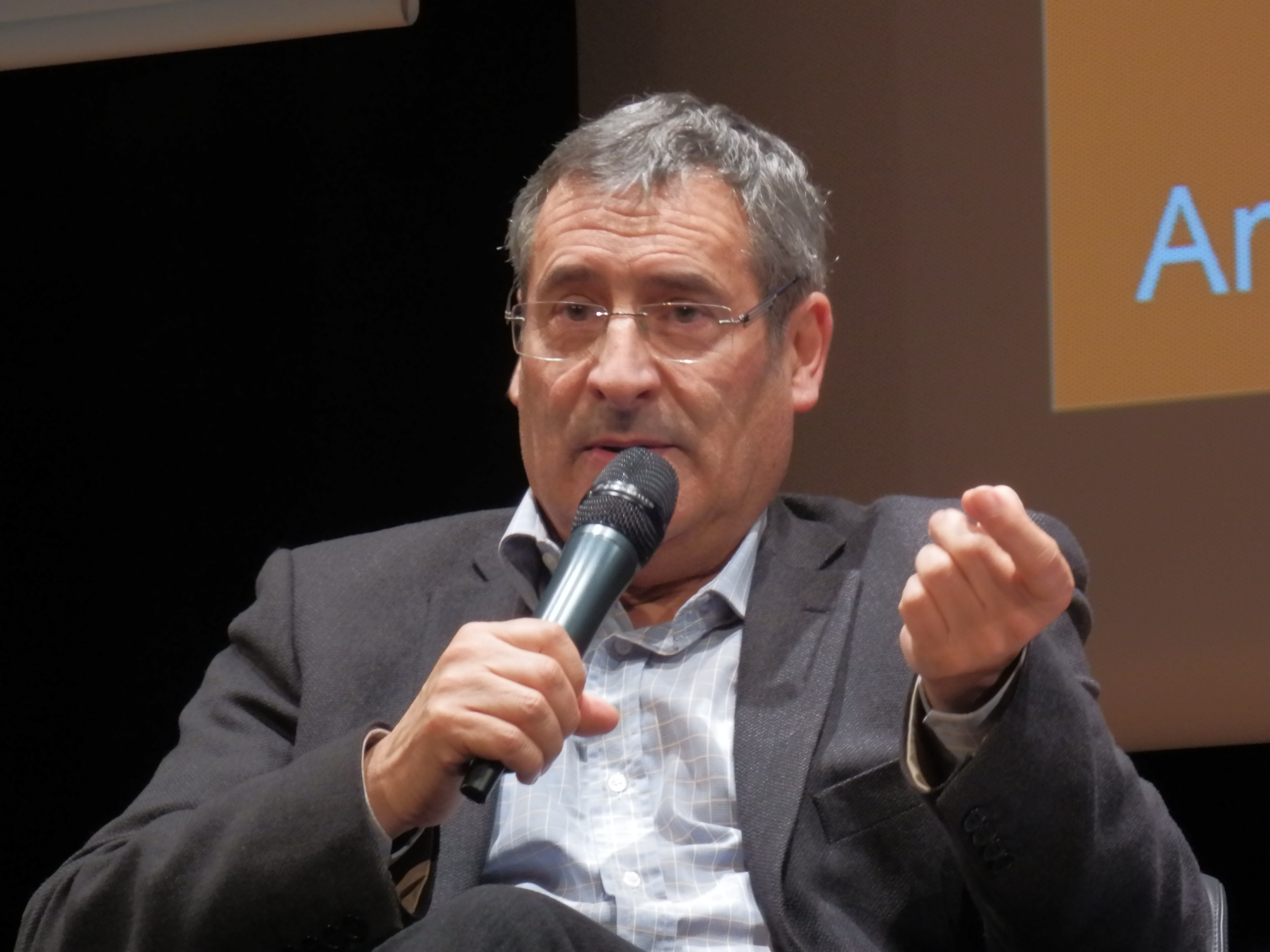
Gilles Bœuf, président du conseil scientifique

L'Agence française pour la biodiversité est dotée d'un conseil scientifique, auprès du conseil d'administration ; il comprend une proportion significative de spécialistes de la biodiversité ultramarine.
Le comité scientifique de l'agence s'est réuni pour la 1re fois le 3 janvier 2017. À cette occasion, le président du conseil scientifique, Gilles Bœuf, a été nommé par la ministre de l'Environnement, Ségolène Royal, et Luc Abadie, président du conseil scientifique de l'ancien Office national de l'eau et des milieux aquatiques est nommé vice-président.

#### Comités d'orientations
Des comités d'orientation, réunissant chacun une cinquantaine de représentants (dont 6 administrateurs) des différentes parties concernées par des thématiques particulières, sont placés auprès du conseil d'administration de l'agence, qui en détermine la composition et le fonctionnement. Ils contribuent à la définition des orientations et des priorités de l'Agence. Il existe 4 comités : mer animé par Thierry Canteri, eau douce, outre-mer animé par Jean-Jacques Pourteau et espaces naturels animé par Michel Sommier. Le comité espaces naturels (concernant les écosystèmes terrestres) est seul non inscrit dans la loi.

## Agences régionales de la biodiversité (ARB)
La loi sur la reconquête biodiversité prévoit que l'Agence française pour la biodiversité puisse créer des organismes de coopération entre ses services et ceux des régions. Le fonctionnement de ces Agences régionales de la biodiversité est laissé libre par les textes (GIP, EPCE…). Les directions régionales conservent les missions qui leur sont attribuées (police, contrôle, appui technique) tandis. Les ARB peuvent de leur côté reprendre, selon leurs souhaits, une ou des missions prévues par les textes : gestion d'espaces protégés, assistance technique aux collectivités, information, éducation à l'environnement, soutien financier, connaissance, etc.

## Lien avec les autres structures administratives chargées de la biodiversité
En octobre 2017, l'AFB signe une convention cadre avec l'Office national des forêts.